# Berthold Eitel
Berthold Eitel (* 19. August 1895 in Ernsthofen (heute Ortsteil von Modautal im Landkreis Darmstadt-Dieburg); † 2. April 1989 in Schlierbach) war ein deutscher evangelischer Pfarrer und Mitglied der Kirchenleitung der  Evangelischen Kirche in Hessen und Nassau (EKHN).

## Leben
Berthold Eitel wurde als Sohn des Lehrers Friedrich Eitel und dessen Ehefrau Martha Hübner geboren und machte im Jahr 1914 das Abitur am Rabanus-Maurus-Gymnasium in Mainz. Er musste Kriegsdienst leisten und studierte anschließend Evangelische Theologie an den Universitäten in Heidelberg, Tübingen und Gießen, wo er Mitglied des Wingolfsbundes war.
1923 erhielt er eine Anstellung als Vikar in Nieder-Ingelheim und war Assessor in Lampertheim, bevor er 1926 Pfarrer in Wald-Michelbach wurde. Dort blieb er bis 1933, als er eine Pfarrstelle in Mainz-Weisenau übernahm. Am 11. Dezember 1933 nahm er in Frankfurt mit mehreren evangelischen Geistlichen an einer Versammlung teil, die sich gegen die Einflussnahme der NS-Regimes richtete und aus der sich die Bekennende Kirche entwickelte.
1934 wurde Eitel an die Evangelisch-reformierte Kirche Wölfersheim versetzt, wo er aber sein Engagement für die Bekennende Kirche noch ausweitete. 16 Jahre lang war er Präses der bekennenden Synode in Hungen-Büdingen und Mitglied des Landesbruderrats. Er wurde 1935 verhaftet, jedoch wegen starker Proteste der Wölfersheimer Bevölkerung nicht inhaftiert. Eitel musste im Zweiten Weltkrieg Kriegsdienst leisten, war Kompaniechef einer Luftwaffeneinheit und geriet in Kriegsgefangenschaft.
Von 1948 an war er nebenamtlich geistliches Mitglied der Kirchenleitung der Evangelischen Kirche in Hessen und Nassau.
Von 1952 bis zu seinem Ruhestand 1963 war er Pfarrer der französisch-reformierten Gemeinde in Offenbach am Main und leitete über Jahre den oberhessischen reformierten Gemeindetag.
Er war verheiratet mit Elisabeth Bernion. Aus der Ehe sind eine Tochter und drei Söhne, darunter Friedrich (1924–1988, Beauftragter der EKD) und Dieter (* 1925, Pfarrer), hervorgegangen.

### Öffentliche Ämter
- 1949 Mitglied der Leitenden Geistlichen Amtes der EKHN (als Vertreter des reformierten Bekenntnisses mit dem Titel „Propst“)
- Mitglied der Disziplinarkammer der EKD
- Mitglied des Moderamens (Vorstand der Hauptversammlung) des Reformierten Bundes